# Robert van der Veen
Robert van der Veen (* 26. September 1906 in Shanghai, China; † 18. März 1996 in Jette, Belgien) war ein niederländischer Hockeyspieler, der bei den Olympischen Spielen 1928 die Silbermedaille erhielt.

## Sportliche Karriere
Robert van der Veen war ein Stürmer, der für den Amsterdamsche Hockey & Bandy Club spielte, den niederländischen Meister von 1925 bis 1929. Van der Veen debütierte 1926 in der niederländischen Nationalmannschaft, für die er bis 1928 insgesamt 13 Länderspiele bestritt, in denen er zehn Tore erzielte.
Beim olympischen Turnier 1928 war Robert van der Veen Stürmer der niederländischen Mannschaft. Die indische Mannschaft gewann die eine Vorrundengruppe vor den Belgiern, in der anderen Vorrundengruppe platzierten sich die Niederländer vor der deutschen Mannschaft. Im Finale trafen die beiden Gruppenersten aufeinander und die indische Mannschaft gewann mit 3:0. Robert van der Veen wirkte in allen vier Spielen mit und schoss in den ersten drei Spielen jeweils ein Tor. Das Endspiel gegen Indien war sein letztes Länderspiel.